# Cómo me hice monja
Cómo me hice monja es una novela del escritor argentino César Aira publicada en 1993. Ambientada en Rosario, Argentina; trata de un niño precoz de seis años de edad, de nombre César Aira. El personaje, que dice ser, alternativamente, un chico y una chica (pero sobre todo una chica), tiene un sentido muy desarrollado de la realidad, una gran cantidad de obsesiones y una relación casual con la verdad. Al contrario de lo que sugiere el título, no es una historia sobre el despertar religioso, y comienza y termina en el mismo año de la vida del narrador.
Ha sido traducida al inglés por Chris Andrews y publicada por la editorial New Directions en 2007.

## Sinopsis
Cuenta un año en la vida interior y exterior de un introvertido niño de seis años llamado César Aira que se ve a sí mismo como una niña pero al que se refieren los demás como un chico. En el comienzo de la novela, su familia se muda a una ciudad más grande, Rosario, donde su padre lo lleva a tomar un prometido helado. La niña se horroriza ante el sabor de su helado de frutilla, lo que decepciona al padre; éste insiste, infructuosamente en que termine su helado. Después de probar el padre mismo el helado, se da cuenta de que está en mal estado y en un altercado, termina matando al heladero. Disparador de la historia para el resto de acontecimientos. La historia, como la cuenta el joven César, captura el infantil sentido del asombro y de la ingenuidad y borra las categorías de lo que se imagina y de lo que es real.

## Recepción
Cuando la novela se publicó fuera de la Argentina fue celebrada como uno de los diez libros más importantes del año publicados en España y como una «pieza maestra de nuestro tiempo». The Complete Review describió al libro como «una atractiva novela, a la vez una realista evocación de la infancia y de la puerilidad así como una obra más madura de raro encanto».